# Anarmodia salviusalis
Anarmodia salviusalis là một loài bướm đêm trong họ Crambidae.